# یرسبک
یرسبک (به آلمانی: Jersbek) یک شهر در آلمان است که در Stormarn واقع شده‌است. یرسبک ۱٬۷۹۳ نفر جمعیت دارد.